# Тераріум

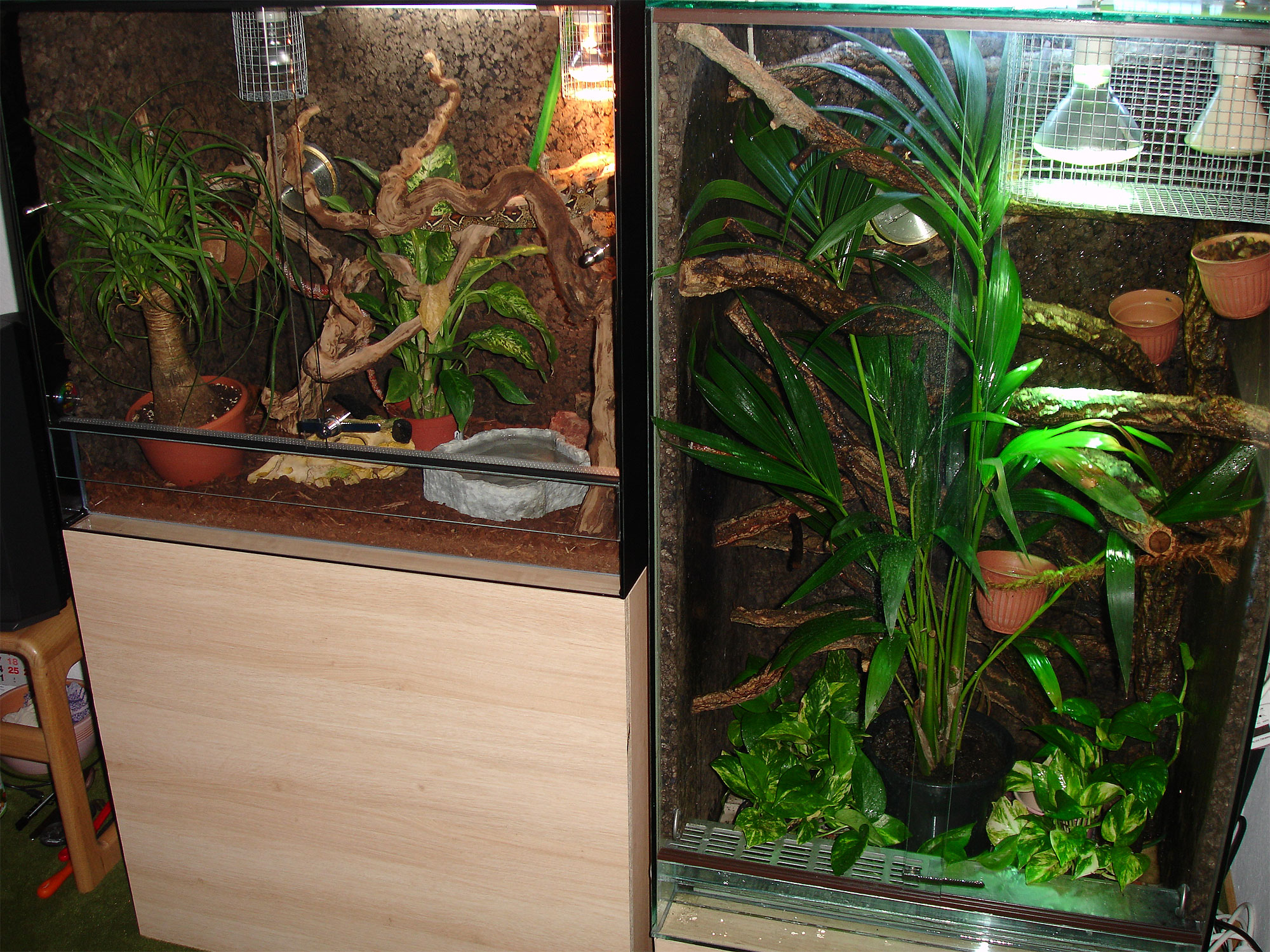
Скляні тераріуми з рослинами

Тераріум, або терарій  (від лат. terra «земля») — приміщення або посудина для утримування дрібних наземних тварин, головним чином земноводних, плазунів, гризунів та безхребетних для спостережень за їхнім життям.
В тераріумі мають бути постійні вологість, температура, приплив свіжого повітря.
Найпростішим тераріумом є ємність із заскленими стінками, згори прикрита решітчастою кришкою.

## Форма тераріумів

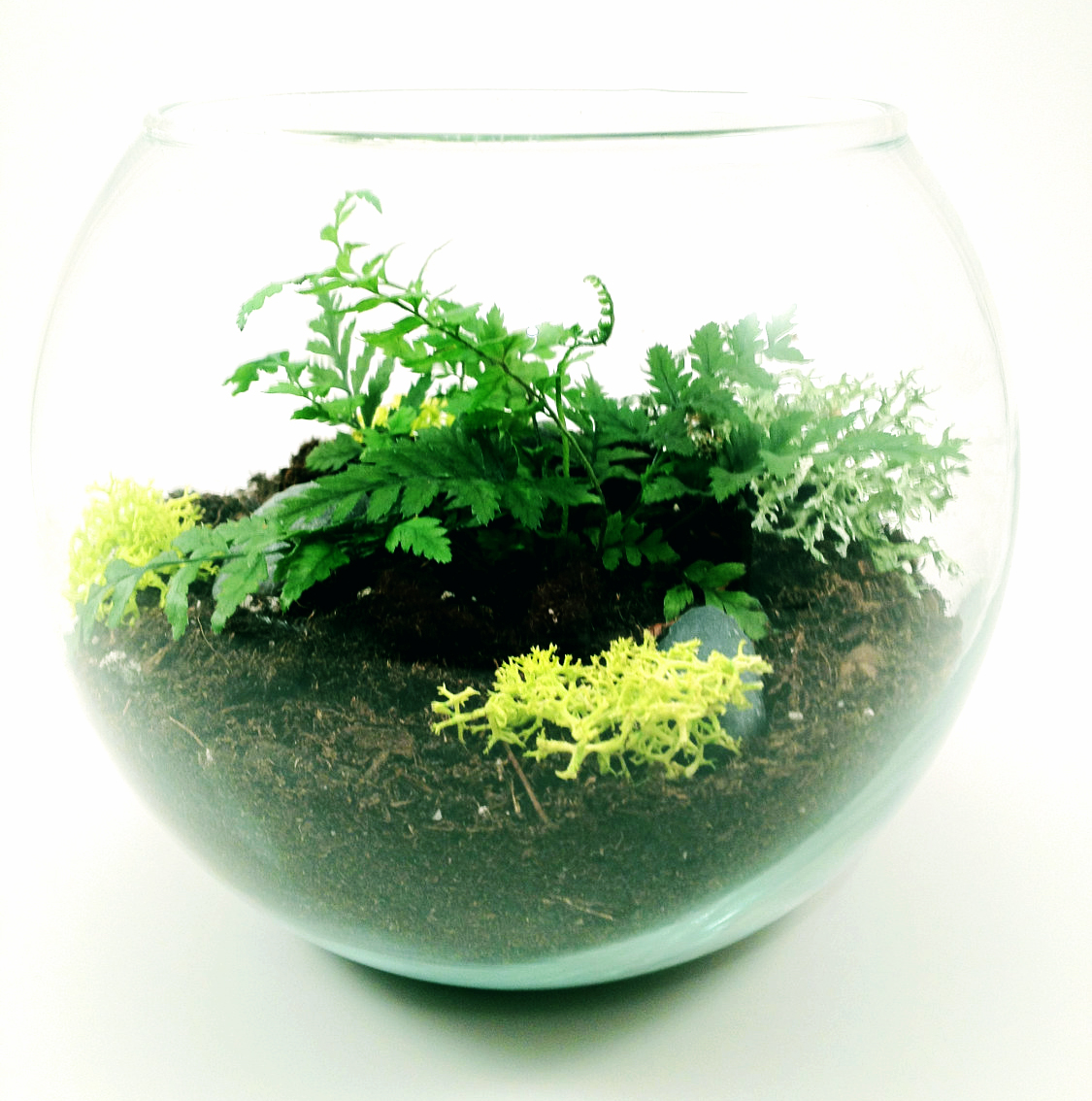
Тераріум кулеподібної форми

Форма тераріумів може бути різною, це залежить від того, яких тварин у них тримають. За формою тераріуми можна розділити на:
- Горизонтальний — тераріум, довжина якого в два і більше разів перевищує його висоту, а ширина більше висоти приблизно в 1,5 рази. Призначений для утримання наземних тварин, які не лазять по деревах або вертикальних площинах: багатьох змій, ящірок, ропух, суходільних черепах та інших.
- Вертикальний — тераріум, висота якого більше його довжини удвічі, а ширина може приблизно дорівнювати довжині. У такому тераріумі розміщують міцні гілки дерев або корчі, ліани, а задня стінка іноді декорується корою, корком, кам'яною або керамічною плиткою, що дозволяє тваринам лазити. Використовують для утримання таких тварин як хамелеони, багато геконів, ігуан, деревних змій, квакш та інших деревних жаб.
- Кубічний — проміжний тип. Довжина, ширина і висота такого тераріуму приблизно рівні. Використовують для утримання тварин, які однаковою мірою використовують як вертикальні, так і горизонтальні поверхні. При розміщенні в кубічному тераріумі товстого шару ґрунту, його можна використовувати для утримання риючих форм (наприклад, земляних жаб та деяких сцинків).
- Кулеподібний, округлий — використовують переважно як декорацію частини приміщення із висадженими в такі тераріуми вологолюбивих рослин (мохи, папоротеподібні тощо).

## Популярні мешканці тераріумів

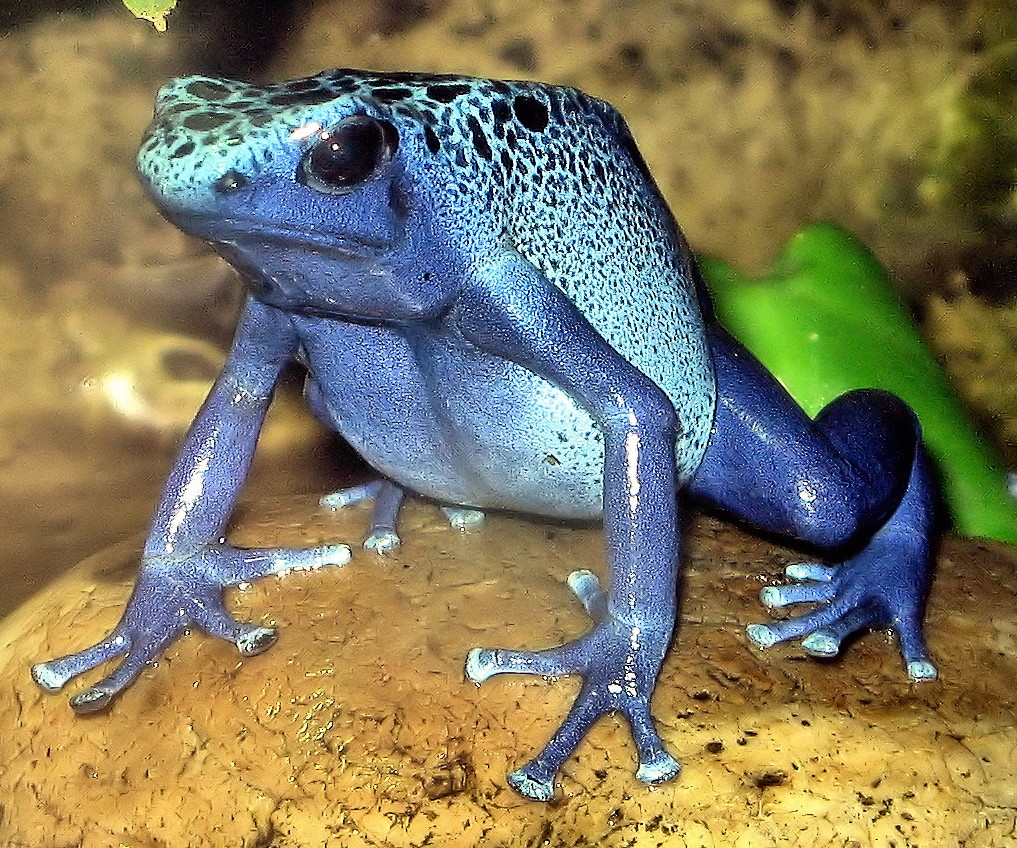
Дереволаз блакитний

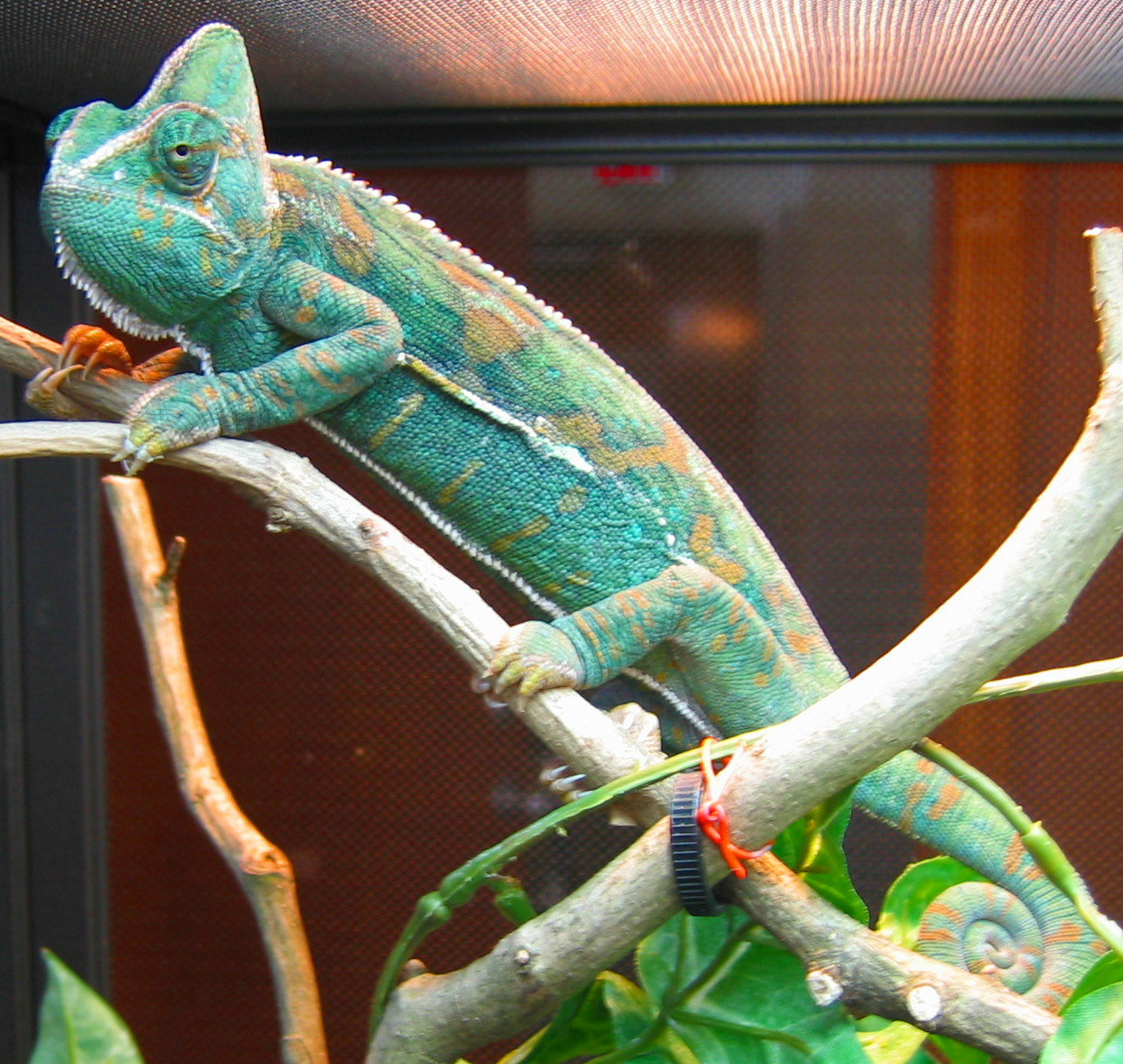
Хамелеон єменський у тераріумі

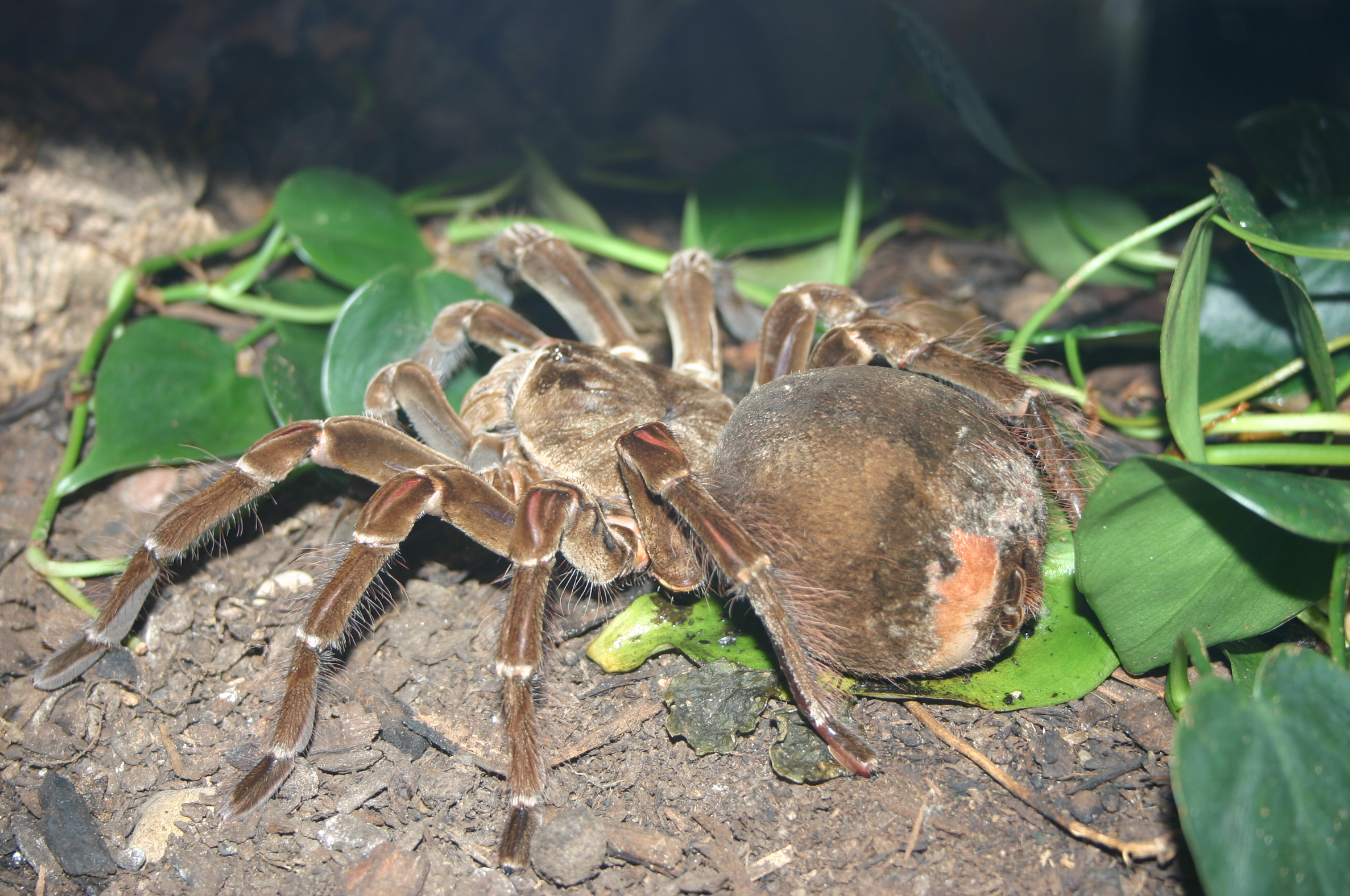
Павук-птахоїд Theraphosa blondi

В останні десятиліття у зв'язку із широкими можливостями завезення живих тварин практично з будь-якого куточку планети, кількість видів, що утримують в тераріумах, значно розширилася. Нижче наведений перелік найпопулярніших серед них.

### Земноводні
- Хвостаті — найбільш популярні різні види саламандр, тритонів (Triturus, Lissotriton), амбістом (амбістома тигрова).
- Безхвості — найпопулярніші види, що ведуть деревний спосіб життя (райкові, дереволази).
- Безногі — менш популярні, інколи утримують черв'яг.

### Плазуни
Серед плазунів, що ведуть лазаючий спосіб життя, дуже популярні хамелеони (зокрема, хамелеон єменський), гекони та ігуани. Серед наземних форм це різноманітні ящірки (варани, агами, сцинки та інші). Окремою групою для утримання є змії.
Черепахи — утримують види двох екологічних груп: суходільні (популярні степова черепаха, черепаха вугільна та інші) та водні (червоновуха черепаха звичайна, китайська м'якотіла черепаха та інші).
Крокодили — в тераріумах найчастіше тримають нільського крокодила.

### Безхребетні
Молюски
- Ахатіна гігантська (Achatina fulica) — наземний черевоногий молюск, природним ареалом є східна Африка.

Павукоподібні
- Павуки, серед яких найпопулярнішими є представники родини павуки-птахоїди (Theraphosidae).
- Скорпіони, популярними в тераріумах є: імператорський (Pandinus imperator), Pandinus cavimanus, Hadruroides charcasus та ін.

Багатоніжки
- Кільчаста сколопендра (Scolopendra cingulata), в'єтнамська сколопендра (Scolopendra subspinipes) та ін.

Комахи
- Примарові (Phasmatodea) — ряд комах, поширені переважно в тропіках і субтропіках; нерідко тримають паличника індійського (Carausius morosus).
- Богомоли (Mantodea) — ряд комах, забарвленням та формою тіла нагадують частини рослин. Утримують найчастіше види: квітковий богомол (Creoboter meleagris), африканський богомол (Sphodromantis centralis).
- Таргани (Blattoptera) — ряд комах, мешканці переважно лісової підстилки. Популярним є мадагаскарський шиплячий тарган (Gromphadorhina portentosa).
- Жуки (Coleoptera) — ряд, що нараховує близько 350 тис. видів.